# Ihn (Wallerfangen)
Ihn (moselfränkisch: Énn) ist ein Ortsteil (Gemeindebezirk) der Gemeinde Wallerfangen im Landkreis Saarlouis (Saarland). Bis Ende 1973 war Ihn eine eigenständige Gemeinde.

## Ortsname
Im Vergleich mit den benachbarten Orten sticht die Ortsbezeichnung „Ihn“ deutlich hervor. Etymologisch geht sie vermutlich auf den Bach „Inne“, heute Ihner Bach und von den Einheimischen „Großbach“ genannt, zurück. „Inne“ ist ein weit verbreiteter vordeutscher Name für einen Fluss oder Bach, vermutlich keltischen Ursprungs von Enos = Wasser.
Von der ersten Erwähnung im 10. Jahrhundert bis zum Beginn des 18. Jahrhunderts sind in den über Ihn überlieferten Urkunden die Bezeichnungen Inn, Inne oder latinisiert Inna gängig. Besonders in französischsprachigen Urkunden tauchen dann die Bezeichnungen L'oignon bzw. Lognon auf.
Nach dem Wiener Kongress 1815 fiel der Ort zu Preußen. Durch einen Irrtum der Verwaltungsbehörden wurde die Gemeinde fortan und bis zum heutigen Tag mit „Ihn“ bezeichnet. Im Volksmund wird teilweise bis heute die Bezeichnung Inn oder Énn verwendet.

## Geographie
Ihn ist auf dem südlichen Saargau gelegen und liegt im Tal des Ihner Bachs, einem Zustrom der Nied. Zwischen Ihn und Niedaltdorf passiert er den Ihner Weiher, welcher der Mittelpunkt eines beliebten Naherholungsgebietes ist. Die mittelalterliche Bezeichnung des Ortes als „Inna ad Nidam“ weist auf die Nähe zur Nied hin. Den benachbarten Dörfern des Niedtals ist Ihn durch den Weinbau eng verbunden.
Der Ihner Talkessel ist von einigen Erhebungen umringt. Westlich des Ortes, in Richtung des benachbarten französischen Ortes Guerstling, liegt der Lautersberg. In nordwestlicher Richtung befindet sich der Hirnberg mit einer Höhe von 356 m, südwestlich der Gallenberg. Die nächstgelegenen Orte sind Guerstling und Heining im Westen auf französischer Seite, südlich befindet sich Leidingen, östlich Rammelfangen und im Norden Niedaltdorf.
Sehenswert ist die römische Kultstätte Sudelfels in der Nähe des Ihner Weihers sowie die barock ausgestattete Kirche von 1726–1732, deren Turm romanische und gotische Elemente aufweist.

## Geschichte

### Im Herzogtum Lothringen (940–1815)

#### Erste urkundliche Erwähnung (ca. 940–950)
Der Ort Inne wurde erstmals in einer kirchlichen Verordnung des Erzbischofs Ruotbert von Trier (931–956) urkundlich erwähnt. Es handelt sich um eine Liste von Pfarreien, die zur Wallfahrt an Palmsonntag anlässlich der Klosterweihe der Benediktinerabtei Mettlach verpflichtet waren. Daraus lässt sich schließen, dass der Ort bereits früher existierte.

#### Herrschaft Berus (940–1766)
Bis in die Frühe Neuzeit gehörten Inne zur lothringischen Herrschaft Berus und waren den dort eingesetzten Grundherren zu Lehen verpflichtet. Auch der Ort Binningen, der vermutlich unter französischer Herrschaft im Ort Ihn aufging, gehörte zur Herrschaft Berus. Im Dreißigjährige Krieg (1618–1648) und im Krieg Lothringens mit Frankreich (1631–1661) wurden Ort und Bevölkerung stark in Mitleidenschaft gezogen. Ihn war fast entvölkert. Zum Wiederaufbau des Dorfes gewährt der Herzog die Nutzung des so genannten „Großwaldes“ (Grossenwald), der von diesem Zeitpunkt an zum Ihner Bann zählt. Eine Einwohnerliste von 1708 zeugt von einer allmählichen Wiederbevölkerung. In diese Zeit fällt auch die Bitte der Gemeinde Lognon an den Herzog von Lothringen, ihnen den Herrenberg (heute: Hirnberg, moselfränkisch: Hírenberg) zur Aufteilung in Wingerte zu überlassen.

#### Königreich Frankreich (1766–1815)
Mit dem Tod Herzog Stanislaus’ fällt Lothringen an Frankreich. Für knapp 50 Jahre wird Lognon damit französisch. Am Vorabend der französischen Revolution verfasst die Gemeinde einen Beschwerdebrief anlässlich der Generalstände. Mit der Einrichtung der Departements als Verwaltungsbezirke im Jahr 1791 fällt Ihn dem Departement Moselle mit Sitz in Metz zu. Der damalige Pfarrer Jean-Michel Tock verweigert den Priestereid und flieht vor den Revolutionären (1792–1798). Durch die napoleonische Gebietsreform (1802/1803) wird der Ort Sarrelibre (Saarlouis) zugeordnet. Nach dem Ersten Pariser Frieden (1814) wurde Ihn zunächst erneut Frankreich zugeschlagen.

### In der Preußischen Rheinprovinz (1815–1918)
Nachdem Napoleon bei Waterloo (Juni 1815) endgültig geschlagen war, stellten die Alliierten und darunter Preußen neue Forderungen. Neben Saarlouis und Saarbrücken sollte u. a. auch Ihn an Preußen fallen. Im Zweiten Pariser Frieden vom 20. November 1815 wurde dies schließlich bestätigt. Ihn wurde Gemeinde im 1816 neu geschaffenen Landkreis Saarlouis. Die neu gebildete Bürgermeisterei Ihn umfasste weiterhin die Orte Gisingen, Kerlingen und Rammelfangen. Die Gemeinde zählte 1822 insgesamt 838 Einwohner. Das Dorf erfährt in den 1820er Jahren eine Erneuerung. Die Mahlmühle am nördlichen Ende des Ortes, deren Ruinen am heutigen Wanderweg in Richtung Weiher gelegen sind, wird 1821 neu verpachtet. Zwei Jahre später wird das alte Schulhaus verkauft und der Bau eines neuen Schulhauses in Auftrag gegeben. Das Gebäude wurde bis zur Errichtung einer neuen Schule 1954 für unterrichtliche Zwecke genutzt.  Durch Grenzregulierungen 1827 vergrößert sich der Ihner Bann wieder um einige Hektar in Richtung Großwald. 1828 wird am Sudelfels eine Ölmühle errichtet. Die 1830er und 1840er Jahre zeugen von einem allgemeinen Aufschwung des Dorfes. In diese Zeit fällt der Ausbau der Kirche (1836). 1840 zählt das Dorf 475 Einwohner. Die hier ansässigen Bauern zählen zu den wohlhabendsten des Landkreises. Bedeutend waren neben dem Ackerbau die Vieh-, insbesondere die Pferdezucht, aber auch der Weinbau. Auf vielen Hektar Land am Hirnberg, Lautersberg, Gallenberg und Hasenberg, wurde Wein von beachtlicher Qualität angebaut.
Die 1848er Revolution ging auch an Ihn nicht vorbei. So wurde im Mai 1848 Johannes Guittienne zum Bürgermeister von Ihn ernannt (1848–1851). Unter seiner Führung verfasste die Pfarrei Ihn wenige Wochen später eine Bittschrift an die Frankfurter Nationalversammlung, in der sie auf Freiheitsrechte, insbesondere auf Gewissens- und Religionsfreiheit pochte. Guittienne wohnte zu dieser Zeit bei der in den 1820er Jahren erbauten Mühle. Dort sind auch seine Kinder geboren.
1858 werden die Bürgermeistereien Ihn und Ittersdorf zusammengelegt. Als Kompromiss wird nun Kerlingen neuer Verwaltungssitz. Söhne des Ortes kämpfen und fallen in den Einigungskriegen. Als 1893 die Bahnstrecke zwischen Dillingen und Metz gebaut wird, lässt die Gemeinde entlang des Ihner Baches eine Straße zum Bahnhof in Niedaltdorf errichten. 1903 wurde der römische Tempelbezirk auf dem Sudelfels entdeckt. Allmählich erhalten Telefon (1912) und Elektrizität (1913) Einzug in das Dorf. Der Erste Weltkrieg stellt schließlich eine gewaltige Zäsur dar. Insgesamt fielen zehn Ihner Soldaten dem Krieg zum Opfer, manche starben in seiner Folge etwa an Tuberkulose.

### Saargebiet/Völkerbund und Saarland/Deutsches Reich (1919–1945)

#### Saargebiet, Völkerbundsmandat (1919–1935)
Im Versailler Vertrag wurde das Saargebiet von der preußischen Rheinprovinz abgetrennt und für 15 Jahre (1920–1935) dem Völkerbund unterstellt. Danach sollte die saarländische Bevölkerung entscheiden, ob es zu Frankreich oder zu Deutschland gehören wolle, oder ob es unter Verwaltung des Völkerbundes verbleiben möchte. Ihn blieb Teil der Bürgermeisterei Kerlingen im Saargebiet. In diese Zeit fällt das Ende des Weinbaus. Auf den ehemaligen Weinbergen wurden stattdessen Obstbäume und Robinien (dort im Volksmund fälschlich Akazien genannt) angepflanzt. Anlässlich der Saarabstimmung am 13. Januar 1935 wurde zum Abstimmungslokal in Ittersdorf eine Landstraße gebaut. Knapp 90 % der Bevölkerung im Wahlbezirk stimmten für die Rückgliederung an das Deutsche Reich.

#### Saarland, Deutsches Reich (1935–1945)

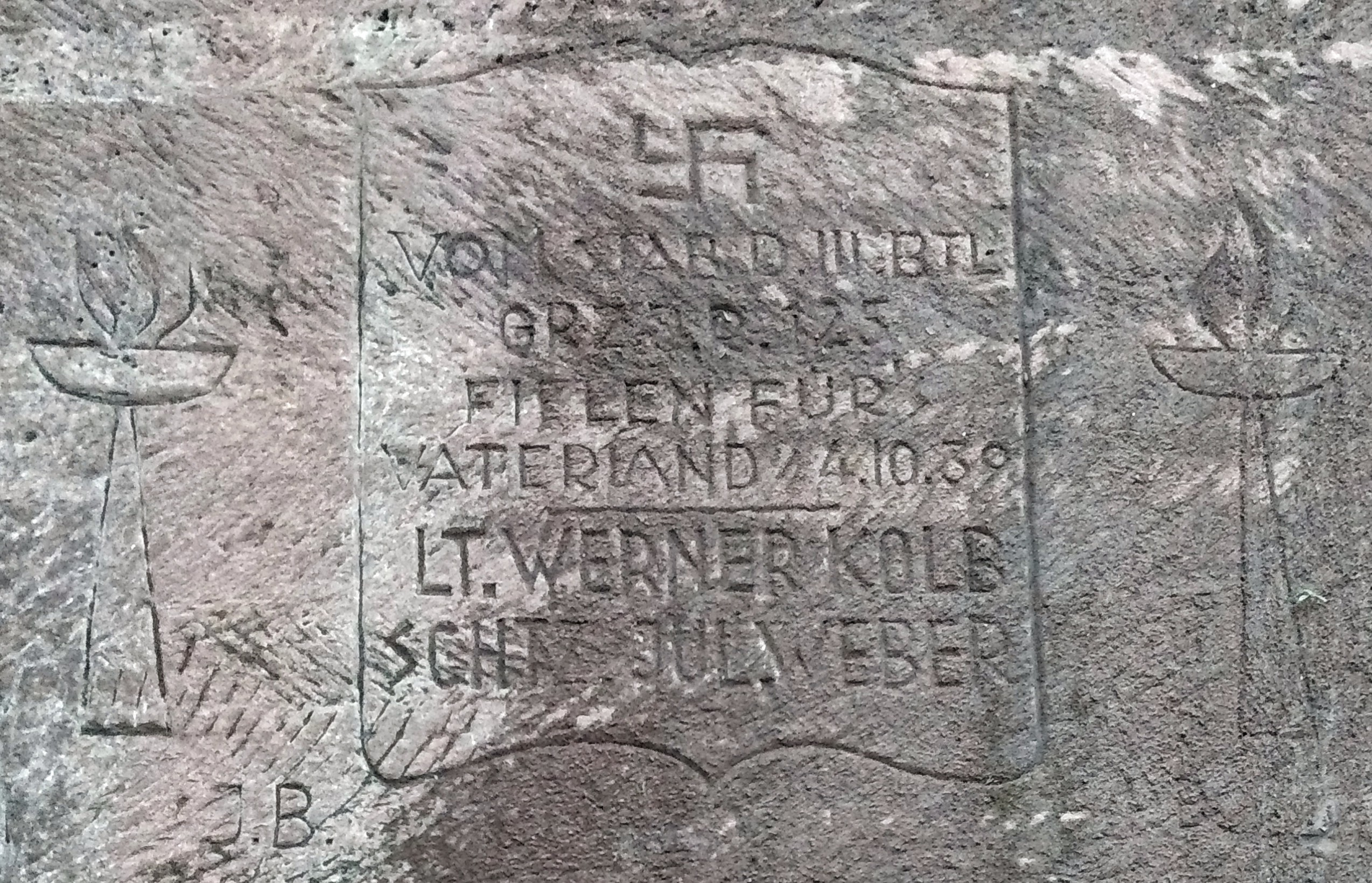
Inschrift mit heute verbotenem Hakenzkreuz im Steinbruch Kerlingen zum Minenunfall

Nach der Angliederung an das Deutsche Reich wurden die Gemeindebezirke neu eingeteilt und Ihn kam zum Amtsbezirk Wallerfangen. Das Dorfbild mit zahlreichen lothringer Bauernhäusern wurde ergänzt um zwei Zollhäuser in der Nähe der Kirche. Durch die ehemaligen Weinberge am Hirnberg in Richtung Rammelfangen wurde eine neue Straße gebaut. Durch die Errichtung des Westwalls seit 1936 lag Ihn in der so genannten Roten Zone westlich des Walls. Die Bewohner dieses etwa 10 km breiten Streifens sollten im Kriegsfall zu militärischen Zwecken evakuiert werden. Als am 1. September 1939 der Ernstfall eintrat, wurde die Bevölkerung nach Mitteldeutschland evakuiert und vor allem in Hessen und Sachsen-Anhalt untergebracht. Einige schwangere Frauen wurden auch nach Mainfranken evakuiert. Bereits in den ersten Wochen nach Kriegsbeginn wurde die Hälfte des Dorfes durch französische Grenzsoldaten niedergebrannt. Durch deutsche Soldaten versteckte Minen in Häusern und Straßen taten ihr Übriges. Die alte Bogenbrücke über die Ihner Bach in der heutigen Weinbachstraße wurde bereits zur Evakuierung gesprengt. Während des Sitzkrieges war am 4. Oktober 1939 ein Spähtrupp des Stabs des III. Bataillons des Grenzregiments 125 auf einem Kraftrad auf dem Weg nach Ihn. Leutnant Werner Kolb und sein Fahrer Schütze Julius Weber fuhren auf eine Mine und kamen dabei zu Tode. Das Ereignis wurde im Steinbruch bei Kerlingen mit folgender Inschrift festgehalten.
```
VOM STAB D. III. BTL
   GRZ.J.R. 125
   FIELEN FÜR'S
VATERLAND 14.10.39
 LT. WERNER KOLB
SCHTZ. JUL. WEBER

J.B.
```

Die Inschrift befindet sich unterhalb eines heute verbotenem Hakenkreuzes und wird beidseitig von Fackelschalen verziert. Erst in der zweiten Jahreshälfte 1940 kehrten die ersten Bewohner in den Ort zurück. Eine zweite Evakuierung sollte Ende 1944 stattfinden, als die US-Armee auf dem Vormarsch in Richtung Saarland war. Die Bevölkerung entschied sich jedoch entgegen der Aufforderung der Wehrmacht im Ort zu verbleiben. Zu Weihnachten gaben die Dorfbewohner neben den amerikanischen Soldaten etwa 300 Siersburgern Obdach, die sich im siersburger Pilzberg vor den anrückenden Amerikanern versteckt hielten. Am 21. März 1945 war der Krieg in Ihn vorbei.

### Nachkriegszeit, teilautonomes Saarland und Angliederung an die Bundesrepublik (1945–1973)
Die Entbehrungen der Nachkriegszeit gingen an der Ihner Bevölkerung teilweise vorbei. Der Großteil der Familien betrieb Landwirtschaft, viele entgingen damit dem Hunger der ersten Nachkriegsjahre. Die Gemeinde Ihn wurde 1950 an die Wasserleitung Wallerfangen angeschlossen, 1954 wurde das neue Schulhaus errichtet.

### Ortsteil der Gemeinde Wallerfangen (seit 1974)
Im Rahmen der saarländischen Gebiets- und Verwaltungsreform wurde die bis dahin eigenständige Gemeinde Ihn am 1. Januar 1974 der Gemeinde Wallerfangen zugeordnet. Ihn ist seitdem ein Ortsteil und bildet zusammen mit Leidingen einen Gemeindebezirk.
1999 wurde einer der Dorfbrunnen sowie der dazugehörige Platz umgestaltet. In Zusammenarbeit mit der Gemeinde Wallerfangen erfolgte die Verschönerung weitgehend in Eigenregie der Bewohner. Die Skulptur „Brunnenbub“ von der Bildhauerin Astrid Hilt wurde eigens für diesen Platz entworfen und gefertigt.
2015 wurden Mängel an der „Großbachbrücke“ festgestellt, die in der Weinbachstraße den Ihner Bach überquert. Die alte Bogenbrücke war zu Beginn des Zweiten Weltkriegs gesprengt worden. Im Frühjahr 2020 begannen die Bauarbeiten an der neuen Brücke, die Ende des Jahres fertiggestellt war.

## Politik

### Ortsrat
Die Sitzverteilung im gemeinsamen Ortsrat von Ihn und Leidingen setzt sich seit 2024 wie folgt zusammen:
- SPD 3 Sitze
- CDU 4 Sitze

### Ortsvorsteher
- 1994–2024 Wolfgang Schmitt (SPD)
- seit 2024 Tobias Krämer (CDU).[24]

### Wappen
Auf einer roten Tingierung sind zwei Weinblätter, das Lothringerkreuz, ein Bachlauf und ein Jagdhorn zu sehen. Die Weinblätter im oberen Teil erinnern an den früheren Weinbau, das Lothringerkreuz an die Zugehörigkeit zum Herzogtum Lothringen. Der Ihner Bach teilt das Wappen, darunter weist das Jagdhorn auf den Schutzpatron der Kirche, den Heiligen Hubertus, hin.

## Kultur und Sehenswürdigkeiten
Siehe auch: Liste der Baudenkmäler in Wallerfangen

### Gallo-römisches Quellheiligtum „am Sudelfels“
Siehe auch: Sudelfels

### Ihner Weiher
Ähnlich wie der Bostalsee und der Losheimer Stausee entstand der Ihner Weiher als Naherholungsgebiet für den südlichen Saargau. Das Bauprojekt wurde 1963 durch den Gemeinderat Ihn beschlossen. Nachdem die besitzrechtlichen Bedingungen geschaffen waren, ging das Kreisbauamt im Februar 1969 in die Projektplanung. Es sah die Anlegung eines Stauweihers mit einer Länge von 280 m, einer Breite von 120 m und einer Tiefe zwischen 1,50 m und 3,50 m vor. Am 4. November 1970 übernahm der damalige Bürgermeister Jakob Jung den Spatenstich. Im darauffolgenden Sommer fand das Richtfest statt. Die damals noch eigenständige Gemeinde Ihn sah für die Folgejahre weitere bauliche Maßnahmen rund um den Weiher vor, die jedoch nicht mehr realisiert wurden. Im Sommer wurde der Weiher von vielen Badegästen besucht. Erst später wurde er zum reinen Angelweiher.
Der 1930 gegründete Angelsportverein Ihn, heute ASV Ihn-Leidingen, errichtete 1980 in Zusammenarbeit mit dem THW Saarwellingen die Fischerhütte. Am 15. Mai 1982 war die offizielle Einweihung, 2016 fanden umfangreiche Sanierungs- und Renovierungsarbeiten statt.
Seit 2015 wandern die Besucher der Traumschleife Grenzblickweg, die zwischen Leidingen, Heiningen und Ihn verläuft, einen Teil ihrer Strecke am Ihner Weiher entlang.

### Pfarrkirche Sankt Hubertus Ihn
Siehe auch: St. Hubertus (Ihn)

### Premiumwanderweg „Grenzblickweg“
Die Traumschleife „Grenzblickweg“ wurde 2015 eröffnet. Sie startet an der Kirche des französischen Ortes Leiding und führt von dort in Richtung Ihn. Wanderer durchqueren ehemalige Weingärten am so genannten Lautersberg, deren Mauern teilweise noch deutlich erkennbar sind. Von dort gelangt man bald zum Ihner Weiher, läuft entlang des Ihner Baches bis man kurz vor Ortseingang Ihn die Ruinen der 1939 zerstörten Mühle vorfindet. Die ihnen gegenüberliegende ummauerte Wiese trägt die Bezeichnung „Garten Guittienne“. Der Politiker und Bürgermeister von Ihn, Johannes Guittienne, soll in einem der Häuser an der Mühle gelebt haben.

## Persönlichkeiten

### Söhne und Töchter des Ortes
- Johannes Guittienne (1809–1889), Politiker, Bürgermeister von Ihn und Mitglied der Preußischen Nationalversammlung.
- Ludwig Heck (1930–2021), Chemiker und Hochschullehrer in Saarbrücken.
- Oswald Hiery (1937–2016), Künstler, lebte bis zu seinem Tod für viele Jahrzehnte in Ihn.[32]
- Jakob Jung (1916–1993), Bürgermeister und Heimatforscher.[33]
- Jean-Michel Tock (1742–1812), Pfarrer in Ihn 1770–1812 und Verfolgter der Französischen Revolution.

### Mit Ihn in Verbindung stehende Personen
- Maria Moll (1897–1988), saarländische Heimatforscherin mit familiären Wurzeln in Ihn.[34]
- Markus Heitz (* 1971), Schriftsteller und Autor mit Wurzeln in Ihn.

## Spezialitäten

### Viez
Ihn liegt an der Viezstraße. Viez ist die regionale Bezeichnung für Apfelwein. Er galt hier als traditioneller Haustrunk, besonders nach dem Ende des Weinanbaus um 1920.

### Spirituosen
Neben verschiedenen Obstbränden wird in Ihn auch der „Hundsärschschnaps“ gebrannt. Er erhielt seinen Namen vom Aussehen der Früchte der Mispel, aus denen er gewonnen wird.

### Wein
Im Ihner Tal wurde bereits im Mittelalter Wein angebaut. Die Hochphase des Weinbaus liegt im 18. und 19. Jahrhundert. Verschiedene Gründe führten dazu, dass der Weinbau kurz nach dem Ersten Weltkrieg eingestellt wurde.

## Bilder

kath. Kirche „St. Hubertus“ Ihn, von Südosten aus gesehen.
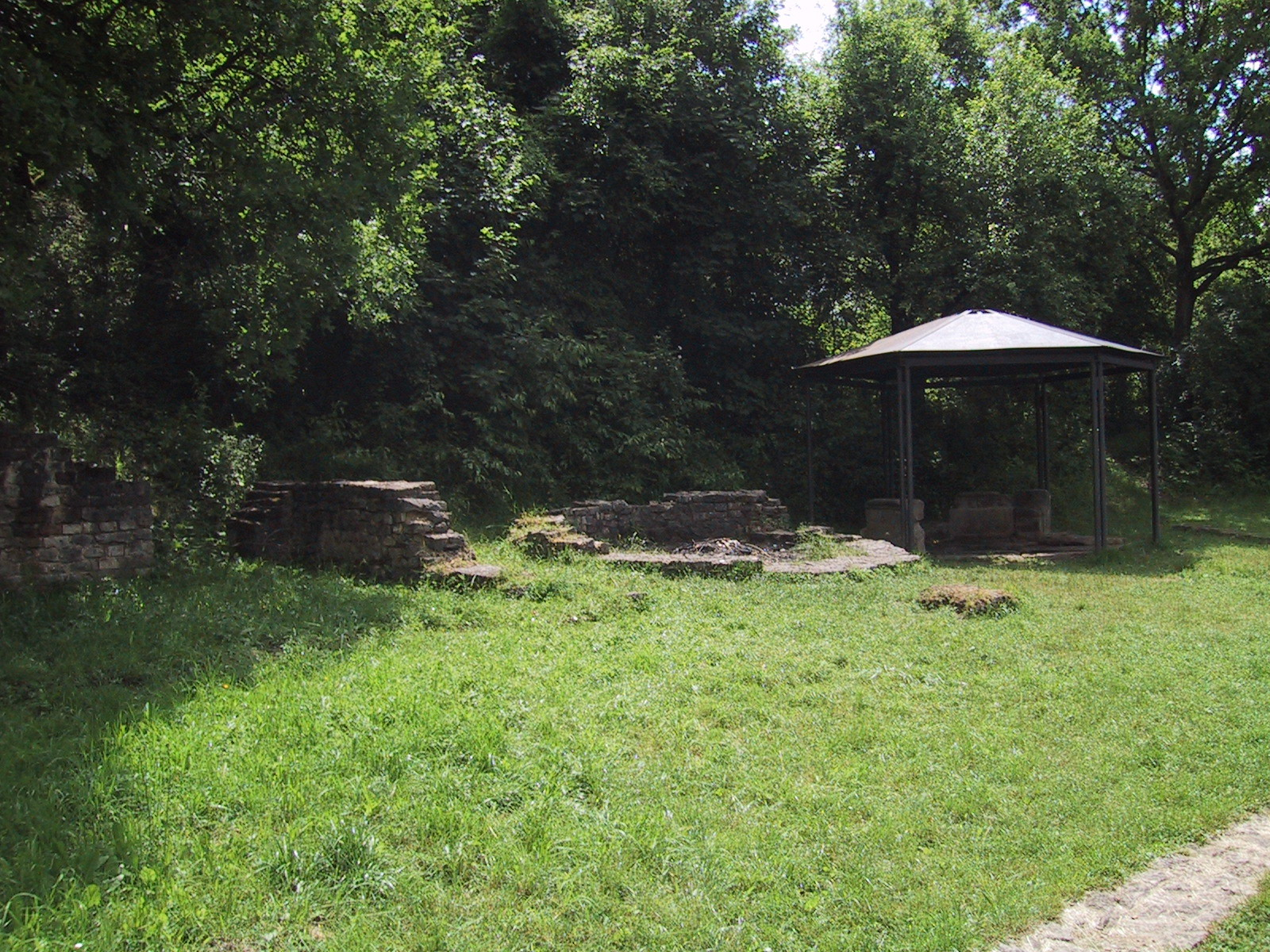
Quellheiligtum Sudelfels
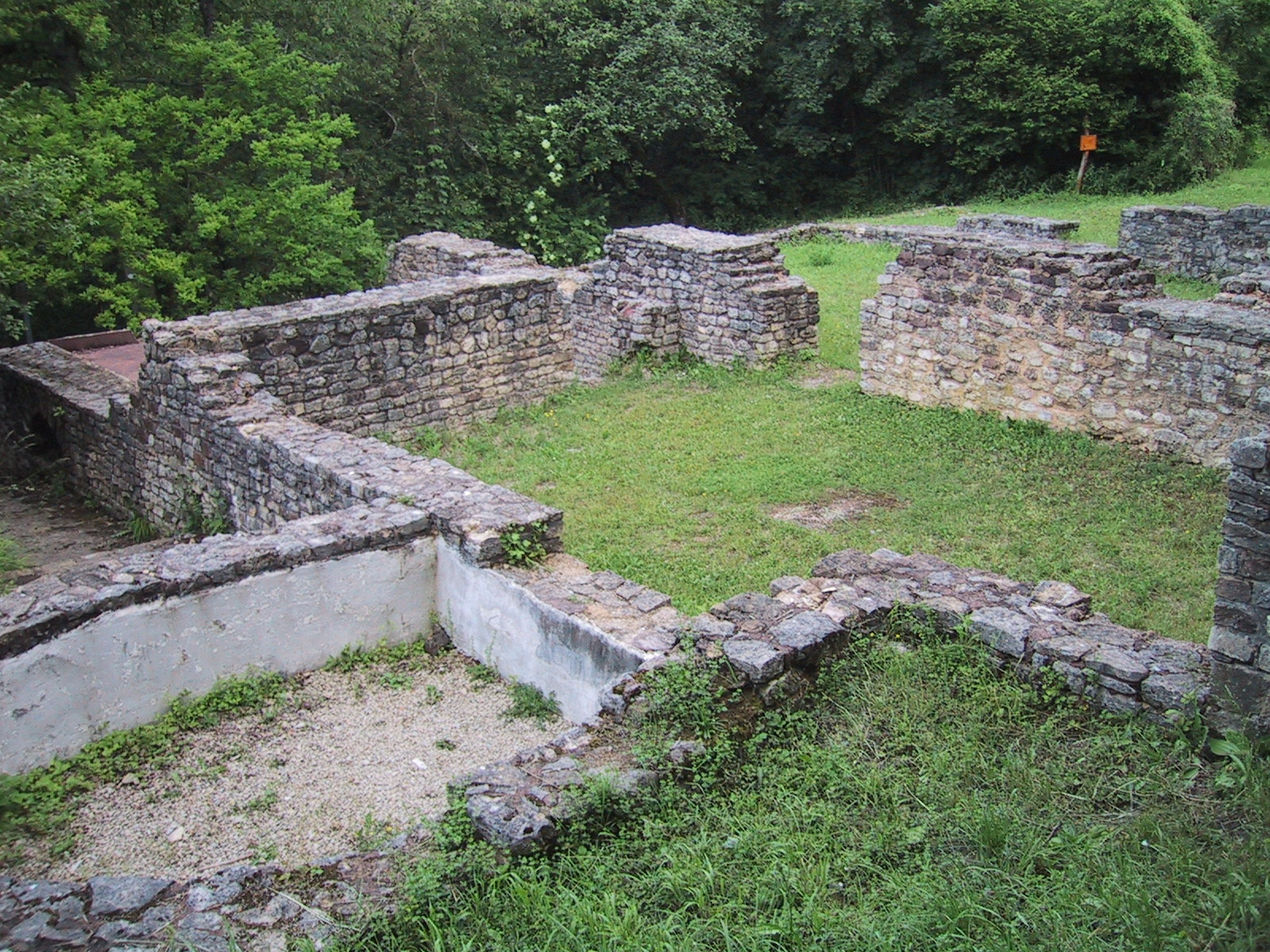
Ruine der römischen Kultstätte
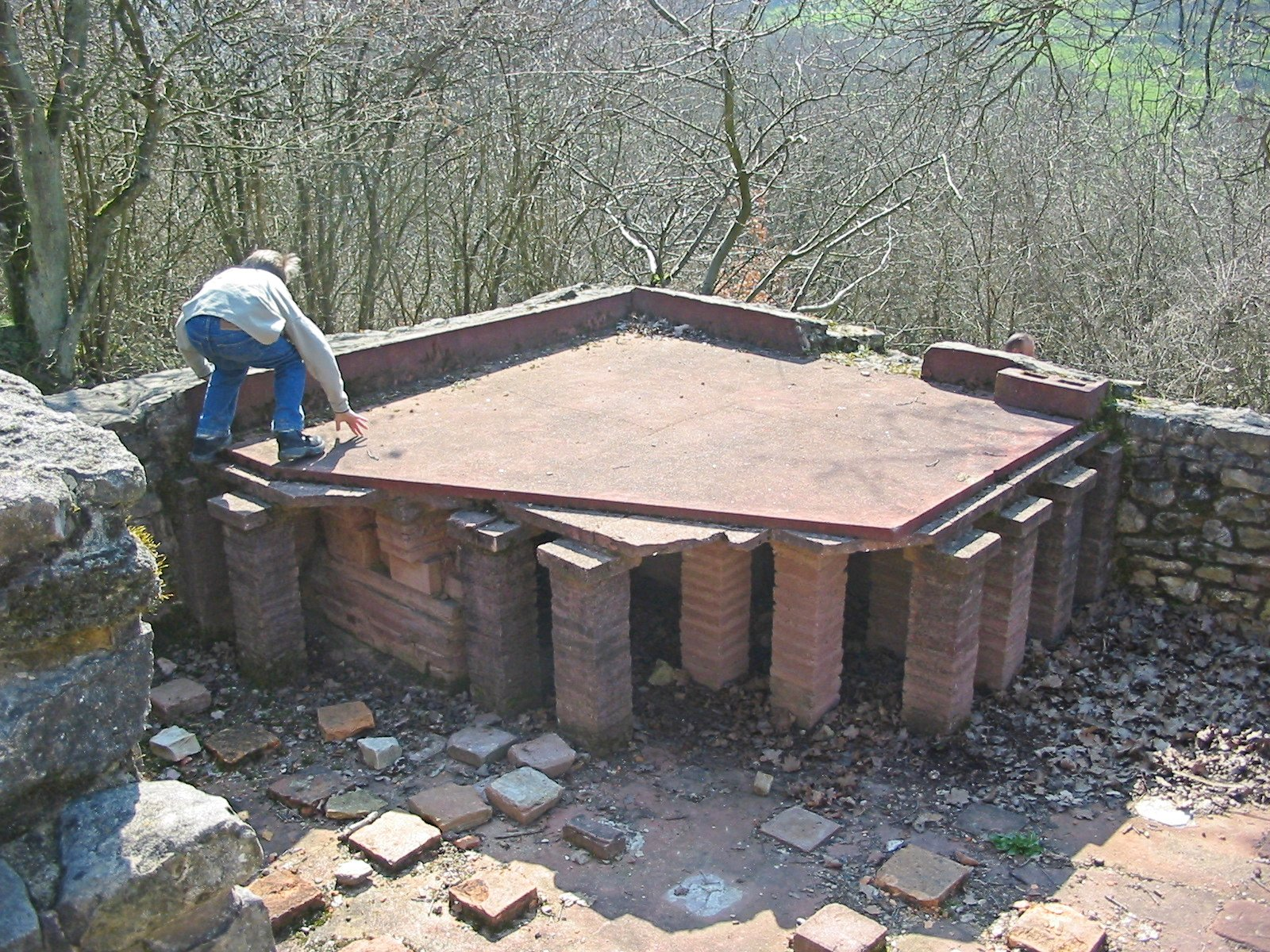
Hypokaustum
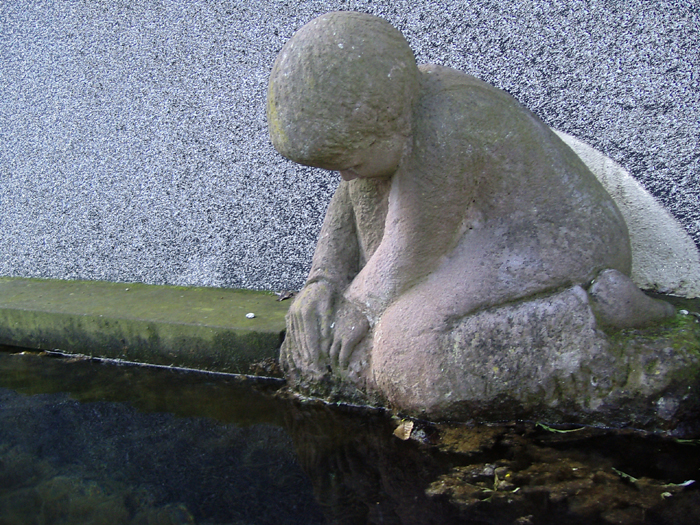
Skulptur: „Brunnenbub“ von Astrid Hilt, 1996
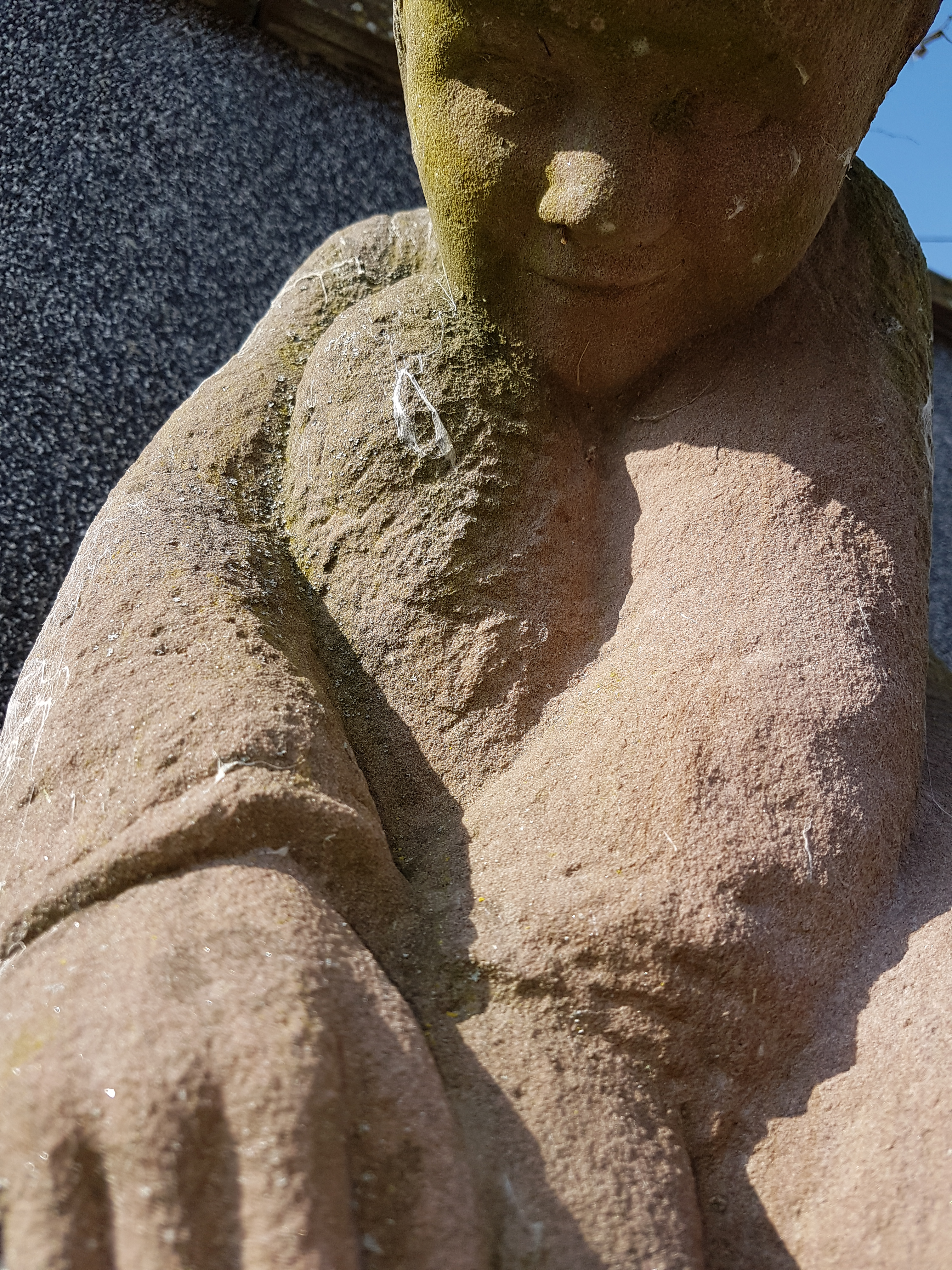
Skulptur: „Brunnenbub“ von Astrid Hilt, 1996